# Magdeleine Noire des Charentes

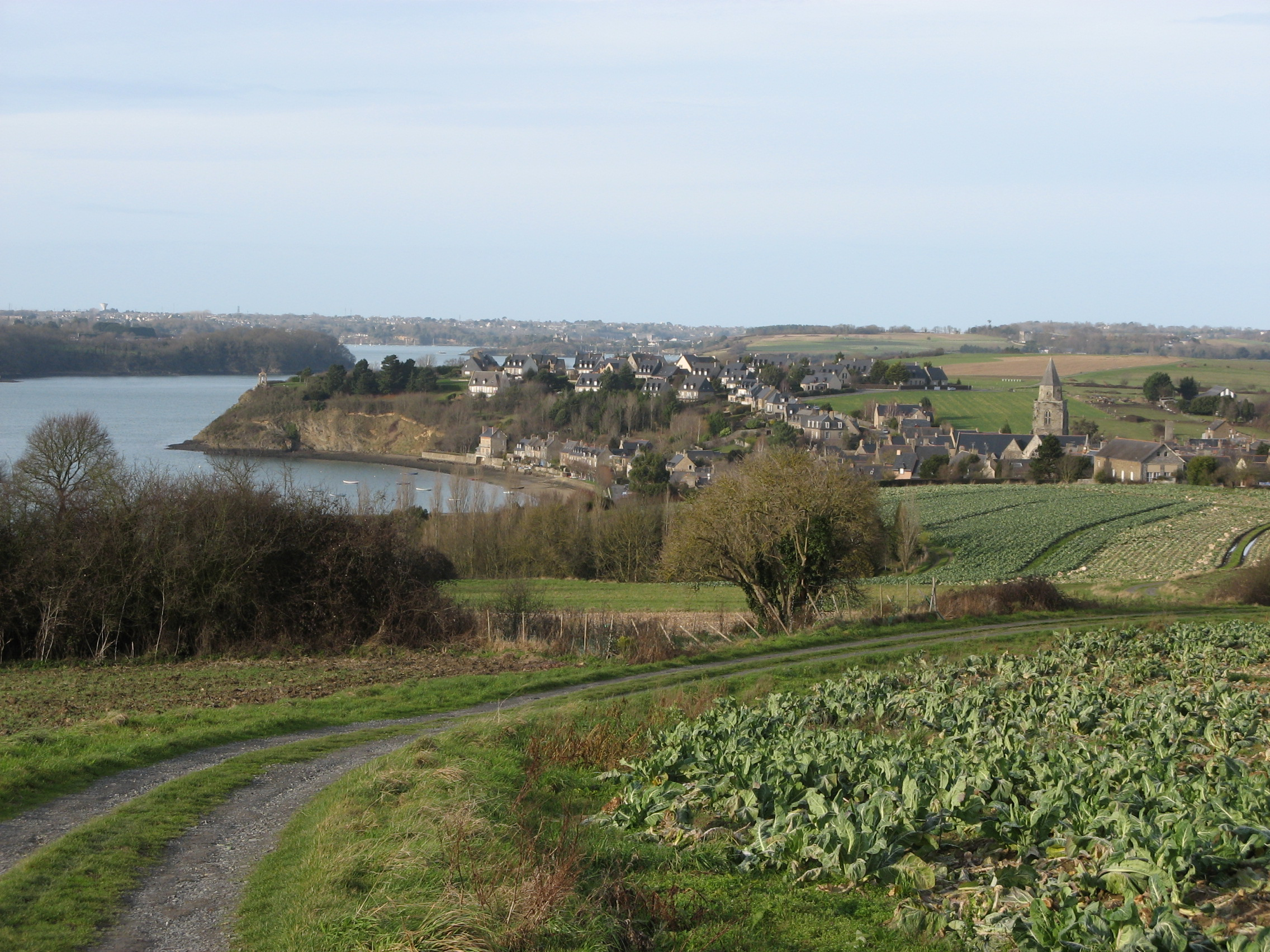
Im bretonischen Saint-Sulliac wurde der erste Stock der Rebsorte entdeckt.

Magdeleine Noire des Charentes ist eine alte Rotweinsorte. Nach ihrer Wiederentdeckung im Jahr 1992 rückte sie Ende 2009 in den Blickpunkt der Ampelographen, als bekannt wurde, dass sie Muttersorte des weltweit bekannten Merlot ist. Daneben ist sie auch ein Elternteil der Rebsorte Malbec. Ihren jetzigen Namen erhielt die Sorte am 6. Juni 2008.

## Neuentdeckung
Im Zuge einer Neuanlage eines Weinbergs im bretonischen Saint-Suliac fiel das Interesse auf einen alten Weinstock, der bislang als Wildrebe galt. Der Stock stand auf dem Mont Garrot genannten Hügel nahe dem Kloster von Saint-Suliac. Der Weinbau wurde in der Bretagne vor mehr als 200 Jahren aufgegeben, so dass der verbliebene Stock sehr alt ist. Eine Analyse des Erbguts des Stocks am Institut INRA Montpellier ergab jedoch, dass es sich um eine bislang unbekannte Spielart der Edlen Weinrebe Vitis vinifera handelte. Die entscheidende DNA-Analyse erfolgte an der University of California, Davis. 
Zwischen 2004 und 2008 wurden in der Region Poitou-Charentes in den Gemeinden Saint-Savinien, Figers-Echebrune, Tanzac und Mainxe noch insgesamt vier Rebstöcke derselben Sorte gefunden. In der Charente wurde die Rebsorte aufgrund ihrer frühen Reife Madeleine genannt. Der Name Madeleine verweist in Frankreich im Allgemeinen auf frühreifende Sorten, da die ersten Reifeanzeichen (der Farbumschlag gemäß Stadium 81 der BBCH-Skala für Weinreben) mit dem Namenstag der heiligen Magdalena am 22. Juli zusammenfallen. Um eine Verwechslung mit der Vielzahl von Rebsorten mit dem Namenszusatz Madeleine zu vermeiden (Madeleine Angevine, Madeleine Angevine Oberlin, Madeleine Céline, Madeleine de Clermont, Madeleine Juliette, Madeleine Muscatny, Madeleine Noire, Madeleine Oböpoly, Madeleine Oppenheim 18, Madeleine Royale und Madeleine Salomon), wählte man den neuen Namen Magdeleine noire des Charentes. Der Verweis auf die Charente scheint berechtigt, da Louis Raguenaud im Jahr 1847 die Sorte in der Charente erstmals beschrieb, sie jedoch später als verschollen galt.

## Neuzüchtungen
Neben ihrer Rolle als Muttersorte der weit verbreiteten Sorte Merlot (zusammen mit dem Cabernet Franc) fanden sich auch Hinweise auf eine ähnliche Rolle für den Malbec (zusammen mit der relativ unbekannten Sorte Prunelart).
Darüber hinaus war sie an der Entstehung der Sorten Guignard de Saintours  (zusammen mit der Sorte Gouais Blanc) und Mourtès beteiligt (der andere Elternteil war die unbekannte Rebsorte Penouille).